# Schafhut
Schafhut ist ein Gemeindeteil der Gemeinde Wilhelmsthal im Landkreis Kronach (Oberfranken, Bayern).

## Geographie
Die Einöde liegt auf einem Bergrücken in einer Rodungsinsel. Im Norden wird das Waldgebiet Schafhut genannt. Eine Gemeindeverbindungsstraße führt nach Steingraben (1 km nordöstlich) bzw. über Gries und Trebes nach Wilhelmsthal zur Staatsstraße 2200 (2,5 km südöstlich).

## Geschichte
Gegen Ende des 18. Jahrhunderts gab es in Schafhut ein Anwesen. Das Hochgericht übte das bambergische Centamt Kronach aus. Die Grundherrschaft über das Tropfhaus hatte das Rittergut Weißenbrunn-Steinberg inne.
Mit dem Gemeindeedikt wurde Schafhut dem 1808 gebildeten Steuerdistrikt Steinberg und der 1818 gebildeten Ruralgemeinde Steinberg zugewiesen. Am 1. Mai 1978 wurde Schafhut im Zuge der Gebietsreform in Bayern in die Gemeinde Wilhelmsthal eingegliedert.

### Einwohnerentwicklung
| Jahr      | 001818 | 001861 | 001871 | 001885 | 001900 | 001925 | 001950 | 001961 | 001970 | 001987 |
| Einwohner | 10     | 7      | 11     | 8      | 6      | 8      | 6      | 10     | 5      | 2      |
| Häuser    | 1      |        |        | 1      | 1      | 1      | 1      | 1      |        | 1      |
| Quelle    | [ 5 ]  | [ 7 ]  | [ 8 ]  | [ 9 ]  | [ 10 ] | [ 11 ] | [ 12 ] | [ 13 ] | [ 14 ] | [ 1 ]  |

## Religion
Der Ort ist römisch-katholisch geprägt und nach St. Pankratius in Steinberg gepfarrt.